# Arrak

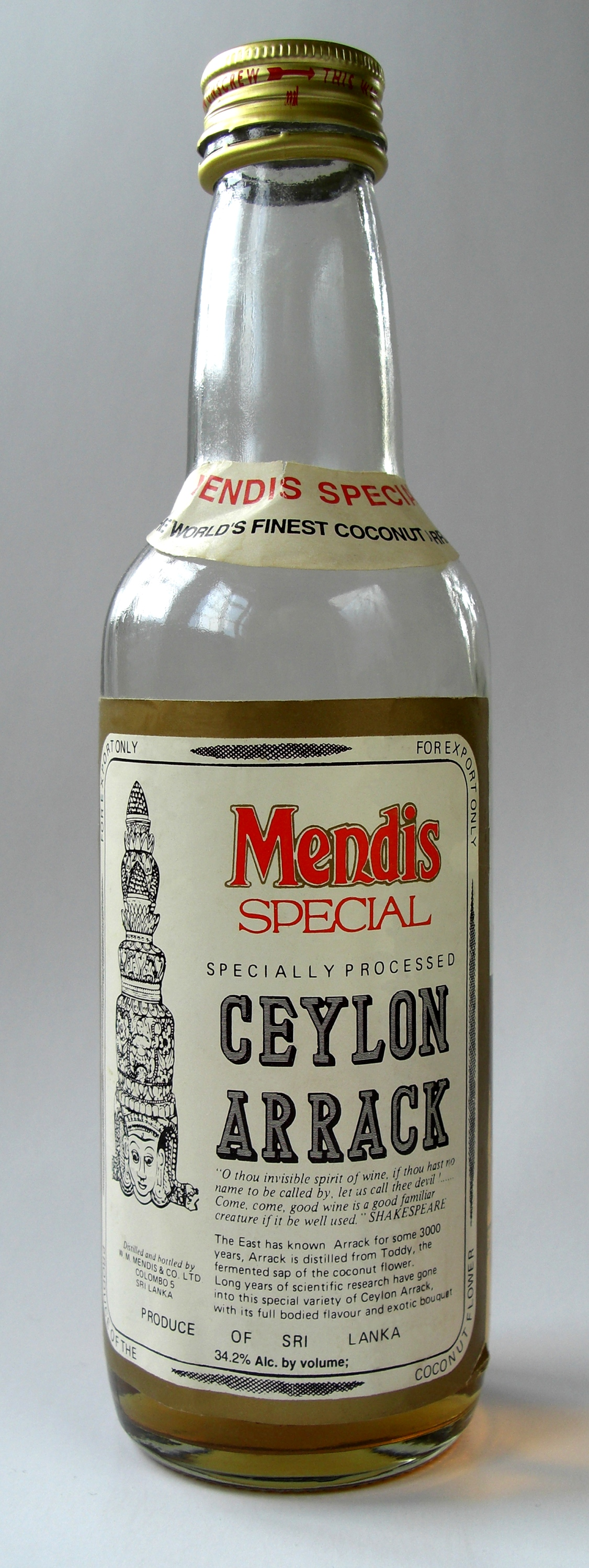
Arrack Mendis aus Sri Lanka

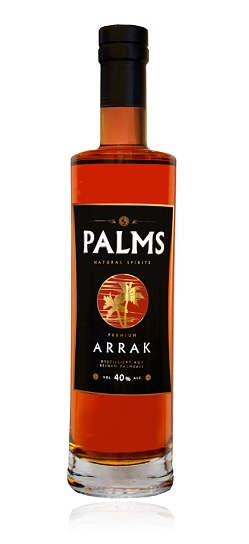
Arrak PALMS aus Palmwein

Arrak, auch Arrack geschrieben, ist eine aus reinem Palmsaft oder Zuckerrohr und Reismaische destillierte Spirituose mit 35–70 Volumenprozent Alkohol.
Die Arrak-Produktion beschränkt sich heute hauptsächlich auf Sri Lanka, Indonesien und einige südostasiatische Länder, wobei Herstellungsweise und Zutaten von Land zu Land variieren. Arrak wird aromatisch und geschmacklich oft zwischen Whiskey und Rum eingeordnet und ist Hauptbestandteil von traditionellem Punsch. Es wird vermutet, dass der aus Indien stammende Arrak eine der ältesten Spirituosen der Welt ist und in der ersten Hälfte des 2. Jahrtausends v. Chr. erfunden wurde. Er gilt als Vorläufer mehrerer heute bekannter Spirituosen wie Rakı, Wodka und Rum und zählte bis ins 18. Jahrhundert zu den beliebtesten Spirituosen Europas. Nicht zu verwechseln ist er mit dem arabischen Anisbranntwein Arak.

## Etymologie
Die Herkunft des Wortes „Arrak“ ist nicht eindeutig belegt. Eine Theorie besagt, dass sich der Begriff „Arrak“ aus dem arabischen Begriff für „süßer Saft“ oder „Schweiß“ ableitet, welcher sich zu dem heutigen Begriff für den arabischen Anisbranntwein „Arak“ entwickelt hat. Dabei wird angenommen, dass als Ausgangsbasis für die Arakherstellung erst die Palmsäfte der dort ansässigen Dattelpalmen dienten, die später durch Traubenwein und Anis ersetzt wurden.
Eine andere Theorie besagt, dass der Begriff Arrak von der Arecanuss bzw. der Arecapalme abstammt. Der Palmsaft der Arecapalme diente dabei ursprünglich als Rohstoff zur Arrakherstellung. Der Philosoph Samuel Morewood geht in seiner Abhandlung über die Entstehung berauschender Getränke davon aus, dass der Begriff aus dem Sanskrit stammt und erstmals von der Indus-Kultur verwendet wurde, die bereits um 3.000–1.000 v. Chr. mit einfachsten Mitteln Destillate erzeugte, zunächst für Pech und Teer zur Abdichtung von Schiffen und später, auf Basis des Palmsaftes der Arecapalme, zur Herstellung von Destillaten, die als Kosmetik, Medizin und Opfergaben verwendet wurden. Der Wortstamm „Arrak“ habe sich daraufhin im asiatischen Raum als Bezeichnung für Destillate jedweder Art verbreitet, die hauptsächlich aus Palm- oder Rohrzuckersäften hergestellt wurden.

## Geschichte

### Ursprung
Den Ursprung des ersten Arraks vermutet man im südasiatischen Raum, insbesondere Indien und Sri Lanka, wo die Gewinnung von Palmwein (aus den natürlich vergorenen Pflanzensäften von Dattel-, Zucker- oder Kokospalmen, auch als Toddy bezeichnet) schon seit frühen Zeiten weit verbreitet und Palmwein ein beliebtes alkoholisches Getränk war. Es wird angenommen, dass das zugehörige Destillationsverfahren etwa in der ersten Hälfte des 2. Jahrtausends v. Chr. in der Region um Ost-Indien erfunden wurde.
Der Begriff „Arrak“ diente dann bis Mitte des 2. Jahrtausends n. Chr. in vielen asiatischen und nordafrikanischen Ländern als Bezeichnung für fast alle Spirituosen, die aus ähnlichen Rohstoffen hergestellt wurden oder eine ähnlich berauschende Wirkung hatten. Unter anderem entwickelte sich daraus im 16. Jahrhundert im osmanischen Reich der aus Trauben gebrannte Rakı. Auch der arabische Anisbranntwein „Arak“ geht möglicherweise aus dem asiatischen „Arrak“ hervor.

### Arrak in Europa
Nachdem Marco Polo Anfang des 14. Jahrhunderts in seinen Memoiren Il Milione ausführlich über Arrak berichtete, brachten ihn Genueser Kaufleute erstmals nach Osteuropa, wo er sich so großer Beliebtheit erfreute, dass man anfing, eigene Destillate aus dem lokal verfügbaren Roggen zu erschaffen. In Russland wird Arrak deswegen noch heute oft als „Asiatischer Wodka“ bezeichnet. Ende des 15. Jahrhunderts gelangte er dann auch in den westlichen Teil Europas, rangierte in der Beliebtheitsskale weit vor Gin, Rum und Whiskey und wurde vornehmlich von den reicheren Bevölkerungsschichten konsumiert.
Aufgrund der enormen Nachfrage und der langen, kostspieligen Transportwege investierten dieselben Genueser Kaufleute, die den Arrak nach Europa brachten, später auch in das auf den Kanarischen Inseln angepflanzte Zuckerrohr, um eigene Destillate zu erzeugen, woraus Mitte des 15. Jh. der Cachaça hervorging. Die enorme Erhöhung der Importzölle für Waren aus Asien Ende des 18. Jh. machte Arrak dann selbst für reichere Bürger kaum noch erschwinglich, woraufhin der Handel zum Erliegen kam und Arrak fast ganz aus Europa verschwand.

## Gegenwart

### Verbreitung und Definition
Heute ist die Herstellung von Arrak insbesondere noch in Indonesien, Indien und Sri Lanka verbreitet. Wie schon in der früheren Geschichte wird der Begriff Arrak auch heute noch in vielen tropischen Regionen für leicht unterschiedliche Spirituosen und Varianten verwendet. Außer dem indonesischen Arrak haben die meisten Arraksorten den in den Tropen fast überall erhältlichen Palmwein als Ausgangsbasis. Aufgrund der Vielzahl an noch immer bestehenden unterschiedlichen regionalen Herstellungsvarianten wird Arrak in Europa nicht eindeutig definiert. In der europäischen Begriffsbestimmung für Spirituosen kommt das Wort Arrak nicht vor.
Neben den regionalen Eigenkreationen lassen sich heute aber grundsätzlich zwei Arten von Arrak unterscheiden: der in Indonesien hergestellte Arrak aus Zuckerrohr und Reismaische und der aus reinem Palmwein destillierte Arrak, der hauptsächlich in Sri Lanka, Indien und einigen südostasiatischen Ländern hergestellt wird. Hier wird noch unterschieden zwischen dem in Sri Lanka hergestellten „Coconut Arrack“, der den Palmwein der Kokospalmen als Grundlage hat, und dem in Südostasien erhältlichen „Arrak“, der aus dem Palmwein der Zuckerpalme hergestellt wird.

### Arrakherstellung aus Palmwein
Bei der Arrakgewinnung aus Palmwein wird der Blütenkolben der Zucker- oder Kokospalme mehrere Tage mit einem Klöppel behauen, abgebunden und nach ein paar Tagen angeschnitten. Aus den Enden der Blütenkolben läuft süßer Palmsaft, der in angebundenen Ton- oder Bambustöpfen direkt in alkoholische Gärung übergeht und nach zwölf Stunden bis zu 8 Vol.-% Alkohol aufweist. Der Saft wird täglich geerntet und der Blütenkolben erneut angeschnitten, bis er vollständig aufgebraucht ist und ein neuer Blütenkolben angeschnitten wird. Dieses Verfahren erlaubt eine ganzjährige Ernte des Palmsafts und dadurch auch eine durchgängige Arrakproduktion. Eine einzelne Palme kann so bis zu 300 Liter Palmsaft im Jahr liefern. In Teilen Afrikas wird der zur Arrakherstellung verwendete Palmsaft auch durch Anritzen der Palmstamms oder dem Fällen der Palme gewonnen. Nach dem Fällen sammelt sich in den Astlöchern über mehrere Tage süßer Palmsaft, der entweder gleich getrunken wird oder zur Arrakherstellung herangezogen wird. Da der Palmwein der Kokospalme auf bis zu 12 Vol.-% Alkohol natürlich gärt, sind bei diesen Herstellungsvarianten keine Fremdhefen für die Maischeherstellung notwendig, was den aus Palmwein hergestellten Arrak zu einer der wenigen Spirituosen macht, die aus einer einzigen Zutat bestehen. Auch die teilweise der Maische zugesetzte Zuckermelasse, zugesetzter Karamell und Zuckercouleur können aus Palmsaft gewonnen werden.

### Arrakherstellung aus Reismaische und Zuckerrohr
Bei der Arrak-Gewinnung aus Reismaische und Zuckerrohr wird erst ein Verzuckerungsmittel für den gekochten, luftgetrockneten Reis herangezüchtet und der sog. Tapej hergestellt, der später als Gärmittel für die Rohrmelasse dient. Als Rohstoff für den Tapej dienen hauptsächlich Reismehl, zerstampftes Zuckerrohr, Knoblauch, Zimt und Galgantwurzel, die zu einer Art Teig geknetet werden. Der Teig wird mehrere Tage stehen gelassen, bis sich Schimmelpilze gebildet haben, und anschließend zu kleinen Kugeln („Raggi“) geformt, die später mit getrocknetem, süßem Reis in gelochte Holzfässer gefüllt werden, in denen sich Hefe und Schimmelpilze entwickeln. Die entstehenden Stoffwechseltemperaturen von bis zu 50 °C verhindern, dass Essig- und Fäulnisbakterien auftreten. Durch die Löcher im Fass wird der Gärprozess angeregt und der Tapej kann ungehindert abfließen. Zur Maischebereitung wird dann verdünnte Zuckerrohrmelasse in flachen Wannen der Selbstgärung überlassen, die in Abständen von 20–24 Stunden schubweise der gärenden Tapej-Reis-Masse zugeführt wird. Nach 3–4 Tagen ist der Hauptgärprozess beendet und die übriggebliebene Maische wird zur Nachgärung in Tontöpfe gefüllt.

### Begriffsabgrenzung
Als Original-Arrak darf nur ein Erzeugnis bezeichnet werden, das aus dem Ausland eingeführt ist und im Inland keinerlei Veränderung erfahren hat. Echter Arrak ist Original-Arrak, der auf Trinkstärke herabgesetzt wurde. Der Arrak kann in der Ausstattung und in der Werbung als echt oder Original bezeichnet werden, wenn die Worte echt oder Original in unmittelbarem Zusammenhang mit einer geographischen Herkunftsbezeichnung verwendet werden. Als Premium deklarierte Sorten sind in der Regel mehrere Jahre fassgereift.

## Eigenschaften und Verzehr
Traditionell reift Arrak in Holzfässern aus Halmilla- oder Teakholz über mehrere Jahre und erhält so eine leicht rotbraune Farbe, ähnlich Rum und Cognac. Weit verbreitet ist auch der klare, ungereifte oder gefilterte Arrak, der eine leicht gelbliche Farbe hat. Guter Arrak wird geschmacklich und aromatisch zwischen Whiskey und Rum eingeordnet, besitzt aber eine sehr eigene Note. Während der aus reinem Palmwein hergestellte Arrak eine eher feine florale Note aufweist, ist der aus Reismaische und Zuckerrohrmelasse hergestellte Arrak um einiges kräftiger und öliger. Die Unterschiede zwischen den beiden Varianten können sehr groß sein. Klarer (ungereifter) Arrak findet im heutigen Europa vermehrt in der Patisserie zum Abschmecken von Süßspeisen Verwendung. Traditionell wird Arrak pur oder mit Ingwerbier getrunken und ist eine der Originalzutaten des klassischen Punschs sowie ursprünglich auch des Schwedenpunschs. In Indien wird er teilweise mit heißem Tee gemischt. Wegen seiner Sortenarmut und einer oft schlechten Qualität ist er in Europa eher selten zu finden und nur wenig bekannt.
Ein charakteristischer Aromastoff im Arrak ist das Ethylformiat (Ameisensäureethylester), das auch im Rumaroma vorkommt.